# Holocotylon
Holocotylon is een geslacht van schimmels behorend tot de familie Agaricaceae. Het geslacht is beschreven door de Amerikaanse mycoloog Curtis Gates Lloyd en in 1906 geldig gepubliceerd. De typesoort is Holocotylon brandegeeanum.

## Soorten
Volgens Index Fungorum telt het geslacht drie soorten (peildatum oktober 2020):
| Soortnaam                 | Auteur(s) | Publicatiejaar |
| ------------------------- | --------- | -------------- |
| Holocotylon anomalum      | Zeller    | 1947           |
| Holocotylon brandegeeanum | Lloyd     | 1906           |
| Holocotylon texense       | Lloyd     | 1906           |